# Aleksandar Radosavljevič
Aleksandar Radosavljevič (nascut el 25 d'abril de 1979) a Kranj és un exfutbolista eslovè, que jugava com a migcampista, i posteriorment entrenador de futbol. Com a futbolista, va ser internacional amb la selecció de futbol d'Eslovènia.